# Reculée de Baume-les-Messieurs
La reculée de Baume-les-Messieurs est une reculée du massif du Jura, située dans le département du Jura, en Bourgogne-Franche-Comté. Attirant chaque année plus de 100 000 visiteurs, elle est considérée par les géologues comme étant le plus bel exemple de reculée.

## Géographie
La reculée de Baume-les-Messieurs est située dans le centre du département du Jura, à 5 km au nord-est de Lons-le-Saunier. Située à la bordure occidentale du massif du Jura, elle entaille le plateau de Lons-le-Saunier et est bordée à l'ouest par le faisceau lédonien. Elle est divisée en deux branches majeures : la branche nord, aussi connue sous le nom de « reculée de Ladoye-sur-Seille », et la branche sud, qui est aussi nommée « reculée de Baume-les-Messieurs ».

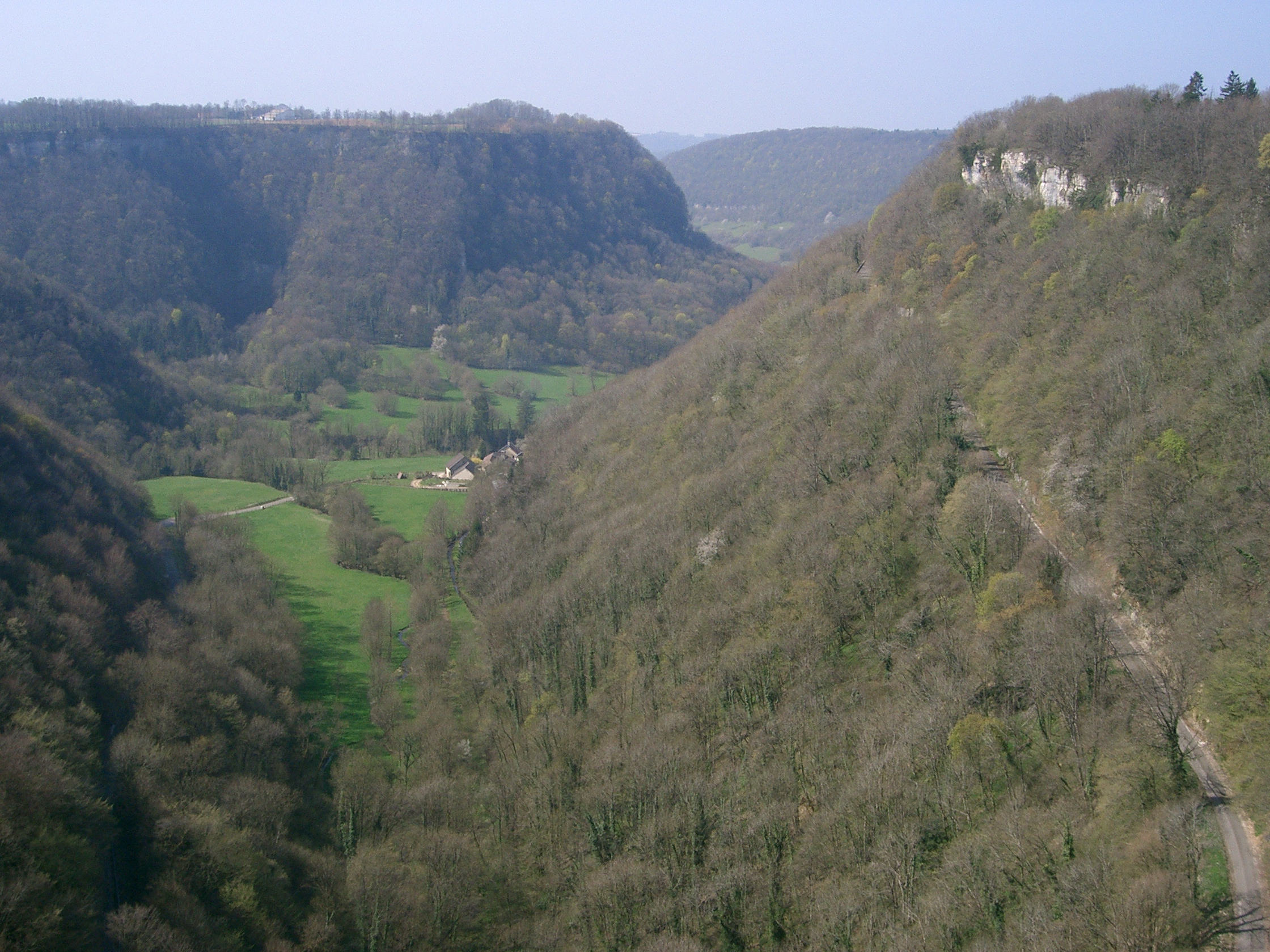
La reculée de Ladoye-sur-Seille.

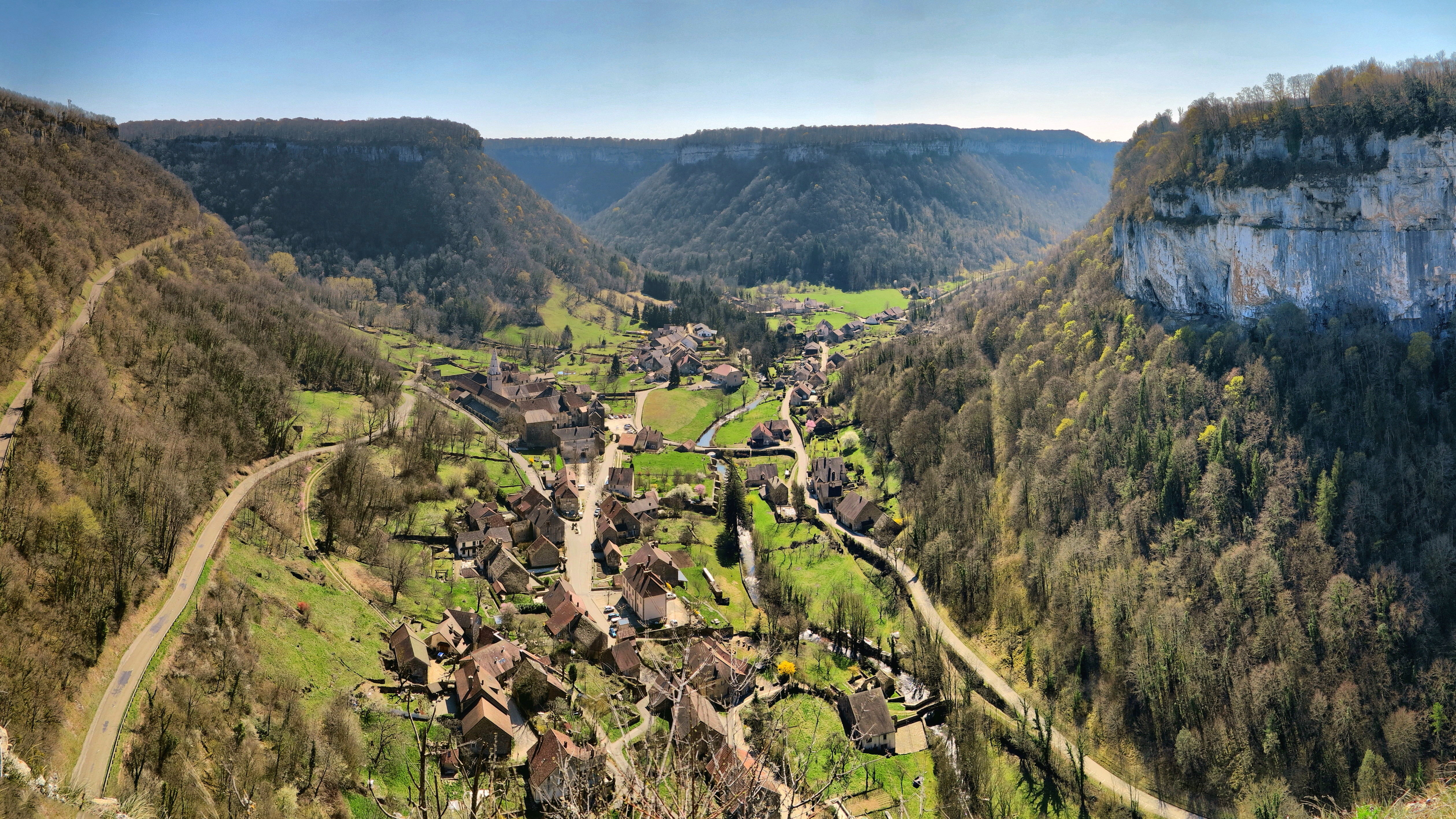
La reculée de Baume-les-Messieurs.

La branche nord est longue de 4,5 km, d'orientation sud-sud-ouest, pour une largeur moyenne de 800 m et une profondeur variant entre 150 et 200 m. Elle est située sur le territoire des communes de Blois-sur-Seille, de Ladoye-sur-Seille et de Nevy-sur-Seille. Au fond de la reculée circule la Seille, dont la source se situe dans le fond du cirque de Ladoye, à l'extrémité nord de la reculée. La branche nord possède trois petites ramifications situées à sa bordure orientale où circulent des ruisseaux affluents en rive gauche de la Seille. Elle rejoint la branche sud en bifurquant vers l'ouest à 1 km au sud-est de Nevy-sur-Seille.
La branche sud est longue de 9,5 km, large de 1,1 km, profonde de 200 m et d'orientation générale nord. Elle est située sur le territoire des communes de Baume-les-Messieurs, de Château-Chalon, de Nevy-sur-Seille et de Voiteur. Elle est ramifiée en quatre grandes branches où circulent la Longe Bief, le Dard et la Seille ; le village de Baume-les-Messieurs est implanté au niveau de la réunion de trois de ces quatre branches. Après avoir rejoint la branche nord, la branche sud bifurque vers le sud-ouest et débouche 4 km plus loin sur le faisceau lédonien, au niveau des villages de Domblans et de Voiteur.
La reculée est un site classé par décret du 11 mars 1998 sur plus de 700 hectares pour son caractère pittoresque,.

## Géologie
La reculée de Baume-les-Messieurs est considérée comme étant le plus bel exemple de reculée. Elle incise les calcaires du plateau lédonien en vallée ramifiée complexe, au bout de chaque ramification, se trouve un cirque au pied duquel jaillit une résurgence qui alimente le cours de la Seille qui naît dans cette reculée. Elle est divisée en deux branches majeures qui se rejoignent à 4 km du débouché sur le faisceau lédonien. Les versants de la reculée sont constitués de trois unités géologiques : au sommet, des corniches escarpées plus ou moins boisées formée de calcaires du Jurassique moyen qui forment l'assise du plateau ; à mi-pente on trouve des pentes douces composées de marnes du Lias (Jurassique inférieur) et du Trias qui supportent le vignoble ; à la base du versant et au fond de la reculée le relief s'atténue au niveau des colluvions et des alluvions du Quaternaire. La profondeur moyenne de la reculée est d'environ 200 m. La morphologie de la reculée montre bien que la formation est due à un creusement lent et progressif et non à un effondrement brutal. L'érosion est due aux agents classiques d'érosion dans la région : dissolution du calcaire par les eaux de surface et de profondeur, passage d'une langue glaciaire, recul des versants et ruissellement, etc. L'érosion s'est cependant initialement développée à l'emplacement de failles qui sont un lieu privilégié pour le drainage des eaux.
La complexité de la reculée de Baume est liée à la complexité du réseau de faille qui la parcourt. Les failles sont des zones très sensibles à l'érosion, car les roches y sont broyées, et ces zones sont des zones privilégiées de drains des eaux qui s'écoulent en surface ou en profondeur. De ce fait, l'érosion mécanique (entraînement de particules) et chimique (dissolution) y sont plus actives, ce qui explique que les directions des creusements des reculées sont calquées sur celles des failles. Dans la reculée de Baume, la branche méridionale se calque sur deux failles parallèles d'orientation nord-sud, la branche septentrionale se calque de manière imprécise sur un réseau de failles d'orientation nord-sud et la branche avale se calque sur une faille d'orientation NO-SE. Dans la branche méridionale, les failles ont décalé les terrains en trois compartiments qui s'élèvent de plus en plus vers l'ouest. De ce fait les deux reculées qui composent la branche méridionale (reculée du Dard et reculée de Malcombe), et qui se calquent exactement sur les deux failles, ont une morphologie différente. La reculée du Dard, étroite avec des flancs verticaux, est incisée dans les calcaires du Jurassique moyen ; quant à sa base, elle est incisée dans les marnes du Lias et du Trias. La reculée de Malcombe, large et évasée, est presque entièrement creusée dans les marnes du Lias et du Trias. Dans ce cas, l'érosion de ces terrains est aisée et permet un recul latéral des flancs. La dissymétrie des versants (doux à l'ouest et plus abrupt à l'est) est due à la nature des terrains, décalés par la faille. La remontée du compartiment ouest a permis la découverte de plus de 200 m de marnes sur le flanc ouest, lui donnant un aspect de pentes douces ; tandis que le flanc oriental découvre autant de marnes que de calcaires, lui donnant un aspect abrupt au sommet et plus doux à la base.